# Bob Crosby
George Robert Crosby, detto Bob (Spokane, 23 agosto 1913 – La Jolla, 9 marzo 1993), è stato un cantante e attore statunitense.

## Biografia
Era il fratello del cantante e attore Bing Crosby.

## Discografia parziale

### Album
- 1950: Swingin' at the Sugar Bowl (Coral, CRL-56000)
- 1950: Dixieland Jazz Volume 1 (Coral, CRL-56003)
- 1951: Sousa Marches Dixieland Style (Coral, CRL-56018)
- 1951: St. Louis Blues: Famous W.C. Handy Songs Played in Dixieland Style (Coral, CRL-56039)
- 1955: Bobcat's Ball (Coral, CRL-57005)
- 1956: Bobcat's Blues (Coral, CRL-57060)
- 1957: Bobcat's On Parade (Coral, CRL-57061)

## Filmografia parziale

### Cinema
- Collegiate, regia di Ralph Murphy (1936)
- Let's Make Music, regia di Leslie Goodwins (1941)
- Sis Hopkins, regia di Joseph Santley (1941)
- Rookies on Parade, regia di Joseph Santley (1941)
- Reveille with Beverly, regia di Charles Barton (1943)
- Presenting Lily Mars, regia di Norman Taurog (1943)
- La parata delle stelle (Thousands Cheer), regia di George Sidney (1943)
- Kansas City Kitty, regia di Del Lord (1944)
- The Singing Sheriff, regia di Leslie Goodwins (1944)
- My Gal Loves Music, regia di Edward C. Lilley (1944)
- Meet Miss Bobby Socks, regia di Glenn Tryon (1944)
- Butterfly americana (Call Me Mister), regia di Lloyd Bacon (1951) - non accreditato
- Quattro ragazze all'abbordaggio (Two Tickets to Broadway), regia di James V. Kern (1951)
- Il più grande spettacolo del mondo (The Greatest Show on Earth), regia di Cecil B. DeMille (1952) - non accreditato
- Down Among the Sheltering Palms, regia di Edmund Goulding (1953) - non accreditato
- La principessa di Bali (Road to Bali), regia di Hal Walker (1952) - non accreditato
- Senior Prom, regia di David Lowell Rich (1958)
- I cinque penny (The Five Pennies), regia di Melville Shavelson (1959)

### Televisione
- The Jack Benny Program (1951-1959)
- The Bob Crosby Show (1953-1956)
- Talents Scouts (1956)
- Shower of Stars (1956-1958)
- The Juke Box Jury (1958-1959)
- The Mike Douglas Show (1963-1967)
- The Merv Griffin Show (1966-1973)

## Radio
- The Bob Crosby Show
- Club Fifteen
- The Jack Benny Program

## Riconoscimenti
Ha ricevuto due "stelle" sulla Hollywood Walk of Fame nel 1960, nelle sezioni dedicate alla televisione e alla radio.